# Фурман Роман Ілліч
Фурман Роман Ілліч — радянський і український кінодраматург.

## Життєпис
Народився 17 червня 1936 р. в Харкові. Закінчив Харківський інститут інженерів комунального будівництва (1959) і Всесоюзний державний інститут кінематографії (1969). Працює у Харкові.
Член Національної спілки кінематографістів України.
Автор сценаріїв українських фільмів:
- «На зорі туманної юності» (1970, у співавт.),
- «Друге дихання» (1971, т/ф, у співавт.),
- «Прості турботи» (1975, у співавт.),
- «Без року тиждень» (1982, т/ф),
- «Карусель» (1983),
- «Допінг для ангелів» (1990, у співавт.),
- «Серця трьох» (1992, у співавт.)
- «Серця трьох—2» (1993, у співавт.)

і російських картин:
- «Небезпечний вік» (1981),
- «Не чекали, не гадали!» (1982),
- «Небезпечно для життя!» (1985, у співавт.),
- «Він, вона та діти» (1986, у співавт.) та ін.